# Melolontha albopruinosa
Melolontha albopruinosa är en skalbaggsart som beskrevs av Leon Fairmaire 1878. Melolontha albopruinosa ingår i släktet Melolontha och familjen Melolonthidae. Inga underarter finns listade i Catalogue of Life.